# Мейса (окръг)
Окръг Мейса (на английски: Mesa County) е окръг в щата Колорадо, Съединени американски щати. Площта му е 8653 km², а населението – 151 616 души (2017). Административен център е град Гранд Джънкшън.

## Градове
- Парисейд
- Фрута